# RENFE 253 sorozat
A RENFE 253 sorozat egy spanyol Bo'Bo' tengelyelrendezésű, 1 668 mm-es nyomtávolságú 3 kV DC áramrendszerű villamosmozdony-sorozat. 2008 és 2010 között gyártotta a Bombardier a RENFE részére. Összesen 100 db készült a sorozatból. A mozdonyokat tehervonatok vontatására használják Spanyolországban a széles nyomtávolságú, villamosított hálózaton. A mozdonyok a Bombardier TRAXX villamosmozdony-családba tartoznak.